# Курган (поэма)
Курган (бел. Курган) — поэма-баллада белорусского поэта Янки Купалы, написанная им в 1910 году и впервые опубликованная 21 июня 1912 года.
Поэма считается одним из лучших романтических произведений поэта и шедевром белорусской литературы. В настоящее время, оригинал произведения хранится в Белорусской библиотека и музее имени Франциска Скорины в Лондоне.

## Содержание
Поэма посвящена судьбе художника в обществе. На свадьбе дочери, князь звонит местному гусляру и требует от него песен в свою похвалу и к радости знатных гостей. Он предупреждает музыканта, что его казнят, если он не подчинится приказу. Но вместо похвалы князю из уст гусляра звучит суровая правда о беспощадности и отчуждении князя к народу, тяжелом порабощении княжеских подданных. За непослушание и неповиновение князь приказывает заживо похоронить гусляра вместе с гуслями. Гусляр умирает, но память о нем живёт в людях, даже гора, как символ народной памяти взошла над могилой народного покровителя.
Поэма состоит из 12 глав, каждая из которых состоит из 4 четверостиший. Смена, подвижность звучания строф соотносятся с развёртыванием сюжета. Идея поэмы прозрачна: только художник, отдающий и свои песни, и свою жизнь делу народа, достоин национальной памяти, по мнению автора истинное искусство - это только то, что служит людям.

## В культуре

### Изобразительное искусство
К поэме обратились многие мастера современного изобразительного искусства Беларуси (произведения М. Басалыга, М. Бельского, Я. Бусла , Л. Замаха, А. Кашкуревича, М. Пушкаря, М. Савицкий, П. Сергиевич, И. Столяров, В. Тиханович, В. Шарангович и др.) и России (Ю. Чернятин).
А. М. Кашкуревич получил диплом республиканца имени Франциска Скорины и диплом второй степени Всесоюзного конкурса «Искусство книги» за иллюстрации перед публикацией поэмы в 1967 году.
В. П. Шарангович награждён дипломом республиканского имени Франциска Скорины и дипломом II степени Всесоюзного конкурса «Искусство книги» за иллюстрации к изданию «Стихи» в 1978 году.

### Музыка
Композиторы неоднократно обращались к поэме Янки Купалы «Курган». Она была посвящена музыке К. Галковского, Е. Глебова, А. И. Лученок, Ю. Любань, А. Туренкова и В. Чередниченко.
28 мая 1969 года в Белорусском государственном театре оперы и балета состоялась премьера балета в 3-х действиях «Избранник». Либретто написано А. Вертинским и А. Дадишкилиани на стихи Янки Купалы «Львиная могила», «Сон на кургане», «Драматическая поэма», «Курган».
Второй выпуск балета «Избранник», посвященный 100-летию Янки Купалы , был поставлен Белорусским театром оперы и балета в 1982 году и назывался «Курган». Либретто написал Г. Майоров и А. Вертинский .
В 1960 году И. Лучанок написал кантату «Курган» для хора солистов и симфонического оркестра, на музыку которой ансамбль «Песняры» 79 представил рок-оперу, вошедшую в двадцатку лучших. мировые произведения, созданные в стиле прогрессив-рок. В 2011 году к 100-летию написания стихотворения и 70-летию со дня рождения Владимира Мулявина был представлен мюзикл «Курган» на музыку И. Лученок в аранжировке Владимира Мулявина